# Hololepta quadridentata
Hololepta quadridentata är en skalbaggsart som först beskrevs av Olivier 1789.  Hololepta quadridentata ingår i släktet Hololepta och familjen stumpbaggar. Inga underarter finns listade i Catalogue of Life.